# 宇宙戰艦山本洋子
《宇宙戰艦山本洋子》為日本作家庄司卓所創作之科幻小說（或列為輕小說）系列，並先後發行了相關漫畫及動畫作品。

## 故事簡介
時至30世紀，地球人類已能自由進出銀河，並發展出杜絕死亡、更像正統比賽的全新戰爭模式。各派系中以TERRA和NESS兩大勢力最為人矚目。諸方勢力皆為爭奪遠古文明「Old Timer」的遺產，從而展開不同形式的競技。其中一支TERRA艦隊的工程師卡迪斯・羅森，決定邀請過去的20世紀少女，掌控其最新研發的宇宙戰艦系列。就這樣，在原有生活地區享負盛名的女高中生山本洋子，以及同一學校出身的御堂圓、白鳳院綾乃．伊利莎白、松明屋紅葉等五人，被帶到了一個全新的舞台上活躍起來。在定期穿梭兩個時空的出勤中，他們體驗各種人類文化的獨特傳承，以及非一般的少女友情歷險。

## 主要人物介紹
山本洋子
本作的第一女主角。TERRA艦隊成員，高中學生。
御堂圓
本作的女主角，TERRA艦隊成員，高中學生。
白鳳院綾乃．伊利莎白
本作的女主角，TERRA艦隊成員，高中學生。
松明屋紅葉
本作的女主角，TERRA艦隊成員，高中學生。

## 宇宙戰艦
TERRA
TA-29 Yamamoto Yoko
TA-27 Mido Madoka
TA-25 Hakuhoin Ayano Elizabeth 
TA-23 Kagariya Momiji 

## 小說（文庫）
小說共分十二個長篇和十個短篇集，均由富士見書房出版發行，列入富士見Fantasia文庫（富士見ファンタジア文庫）。
除了長篇第一集（即整個系列的第一冊）及短篇集第十二集（即整個系列的最後一冊）外，系列中的書名都是以「XX的YY」（XXのYY）偏正結構形式寫成的片語，而「YY」在日語原文中則一律是片假名的外來語。

### 長編
1. Get Ready!（ゲットレディ!） 1993年7月25日発行(ISBN 4829125020)
2. 自由下墮的Christmas Carol（自由落下のクリスマスキャロル）  1993年9月25日発行 (ISBN 4829125217)
3. 櫻月夜的Cinderella（桜月夜のシンデレラ） 1994年4月25日発行 (ISBN 4829125594)
4. 最後的Merry-Go-Round（さいはてのメリーゴーランド） 1994年8月25日発行 (ISBN 4829125799)
5. 相對鏡的Labyrinth（合わせ鏡のラビリンス） 1995年7月発行 (ISBN 4829126388)
6. 倒數時間的Labyrinth（時計仕掛けのラビリンス） 1995年10月発行 (ISBN 4829126523)
7. 雲上的Fountain（雲の上のファウンテン） 1996年8月発行 (ISBN 482912699X)
8. 孤獨的Dandelion（ひとりぼっちのダンディライオン） 1997年4月発行 (ISBN 4829127376)
9. 籠中的Dandelion（籠の中のダンディライオン）1997年7月発行 (ISBN 4829127589)
10. 金色的Vanishing（金色のバニシング） 1998年3月発行 (ISBN 4829128054)
11. 銀色的Kaleidoscope（銀のカレイドスコープ） 1999年4月発行 (ISBN 4829128844)
12. 純白的Destiny（純白のディスティニー） 2000年6月発行 (ISBN 4829129247)

### 短編集
1. opt.1　薔薇的Stream（薔薇のストリーム） 1994年12月25日発行 ISBN 4-8291-2600-0
2. opt.2　孤絕的Blossom（寂しがりやのブロッサム）
3. opt.3　聖夜的ユグドシラル（聖夜のユグドシラル）
4. opt.4　宇宙一杯的Valentine（宇宙一杯のバレンタイン）
5. opt.5　紅色的Challenger（紅のチャレンジャー）
6. opt.6　沙之Sniper（渚のスナイパー）
7. opt.7　夏之Chaser（夏のチェイサー）
8. opt.8　傳說的Dynasty（伝説のダイナスティ）
9. opt.9　觸發的Changeling（触発のチェンジリング）
10. opt.10　他們所知道的幾個事兒（君たちの知らないいくつかの出来事）

### 完全版
此輯小說完全版，由日本朝日新聞出版刊行,列入朝日小說朝日ノベルズ之中。
1. 第一集 それゆけ！　宇宙戦艦ヤマモト・ヨーコ【完全版】1
2. 第二集 それゆけ！　宇宙戦艦ヤマモト・ヨーコ【完全版】2
3. 第三集 それゆけ！　宇宙戦艦ヤマモト・ヨーコ【完全版】3
4. 第四集 それゆけ！　宇宙戦艦ヤマモト・ヨーコ【完全版】4
5. 第五集 それゆけ！　宇宙戦艦ヤマモト・ヨーコ【完全版】5
6. 第六集 それゆけ！　宇宙戦艦ヤマモト・ヨーコ【完全版】6
7. 第七集 それゆけ！　宇宙戦艦ヤマモト・ヨーコ【完全版】7
8. 第八集 それゆけ！　宇宙戦艦ヤマモト・ヨーコ【完全版】8
9. 第九集 それゆけ！　宇宙戦艦ヤマモト・ヨーコ【完全版】9
10. 第十集 それゆけ！　宇宙戦艦ヤマモト・ヨーコ【完全版】10
11. 第十一集 それゆけ！　宇宙戦艦ヤマモト・ヨーコ【完全版】11
12. 第十二集 それゆけ！　宇宙戦艦ヤマモト・ヨーコ【完全版】12

短篇集 それゆけ! 宇宙戦艦ヤマモト・ヨーコ 【opt.PLUS】  

## 漫畫
宇宙戰艦－山本‧洋子
漫畫作品的風格與原作插畫差距頗大。

中文版前二冊譯者為陳苑菁；第三至第八冊譯者為盧曉弘。叢書別為《FANTASY COMICS》。
| 冊數 | 角川書店      | 角川書店               | 台灣東販      | 台灣東販           |
| 冊數 | 發售日期      | ISBN                   | 發售日期      | ISBN               |
| ---- | ------------- | ---------------------- | ------------- | ------------------ |
| 1    | 1996年5月29日 | ISBN 978-4-04-926089-2 | 1997年10月1日 | ISBN 957-64-3575-7 |
| 2    | 1997年1月7日  | ISBN 978-4-04-926098-4 | 1997年12月1日 | ISBN 957-64-3611-7 |
| 3    | 1997年8月1日  | ISBN 978-4-04-926109-7 | 1998年2月1日  | ISBN 957-64-3650-8 |
| 4    | 1998年2月3日  | ISBN 978-4-04-926118-9 | 1998年4月1日  | ISBN 957-64-3691-5 |
| 5    | 1998年8月31日 | ISBN 978-4-04-926123-3 | 1998年12月1日 | ISBN 957-64-3815-2 |
| 6    | 1999年2月25日 | ISBN 978-4-04-926131-8 | 1999年6月1日  | ISBN 957-64-3902-7 |
| 7    | 1999年6月28日 | ISBN 978-4-04-926136-3 | 1999年9月1日  | ISBN 957-64-3936-1 |
| 8    | 1999年9月27日 | ISBN 978-4-04-926142-4 | 2000年1月1日  | ISBN 957-64-3976-0 |

宇宙戰艦山本洋子 Remix
漫畫作品的風格與原作插畫較接近。中文版譯者為葉凱茵。叢書別為《少年系列》。
| 冊數 | 角川書店       | 角川書店               | 東立出版社   | 東立出版社         |
| 冊數 | 發售日期       | ISBN                   | 發售日期     | ISBN               |
| ---- | -------------- | ---------------------- | ------------ | ------------------ |
| 1    | 1999年12月24日 | ISBN 978-4-04-712215-4 | 2006年9月5日 | ISBN 986-11-2881-6 |
| 2    | 2000年6月30日  | ISBN 978-4-04-712241-3 | 2006年9月5日 | ISBN 986-11-2882-4 |

## 動畫
《宇宙戰艦山本洋子》動畫作品，先後製作了兩輯OVA及一輯電視動畫。
以庄司卓的同名小說為故事藍本。

### OVA系列
作品為兩期，各三話。

#### 製作人員
| 期次 | 話數    | 中譯標題   | 原標題        | 劇本     | 分鏡                | 導演       | 作畫監督                                    | 發售日       |
| ---- | ------- | ---------- | ------------- | -------- | ------------------- | ---------- | ------------------------------------------- | ------------ |
| 1期  | STAGE 1 | GET READY! | ゲットレディ! | 松原談治 | 新房昭之 大橋誉志光 | 大橋誉志光 | 亀井幹太(キャラ) 石浜真史(メカ・エフェクト) | 1996年3月6日 |

### 電視動畫
作品為一輯，共二十六話。

#### 製作人員
- 企畫：ヨーコプロジェクト（洋子計劃;Yohko Project）
- 企畫出品人：米桝博之(T-up)、阿部倫久(J.C.STAFF)
- 原作：庄司卓
- 插畫：赤石沢貴士
- 監督：新房昭之
- 副監督：金子秀一
- 主編劇：關島真賴
- 人物設定：渡邊明夫
- 機械設定：鐵羅紀明
- 美術監督：東潤一
- 色彩設定：佐藤祐子
- 攝影監督：中條豐光、黒澤豐
- 音響監督：三間雅文
- 音樂：外山和彦、鈴木武生
- 動畫制作：T-up、J.C.STAFF
- 製作：大阪電視台、讀賣廣告社、ヨーコプロジェクト

#### 主題歌
片頭曲(OP)
- 天使之休息（天使の休息）
  - 作詞：奧井雅美
  - 作曲、編曲：矢吹俊郎
  - 主唱：奧井雅美

片尾曲(ED)
- Ru Ru Ru （ルルル）
  - 作詞、作曲：奧井雅美
  - 編曲：矢吹俊郎
  - 主唱：奧井雅美

#### 各話資料
| 話數   | 中譯標題             | 原標題                         | 劇本       | 分鏡           | 導演              | 作畫監督                          |
| ------ | -------------------- | ------------------------------ | ---------- | -------------- | ----------------- | --------------------------------- |
| 第1話  | 碧眼之少女           | 碧い瞳の少女                   | 關島真頼   | 新房昭之       | 金子秀一          | 森伸宏幸                          |
| 第2話  | 飛吧！新翼           | はばたけ! 新しい翼             | 久保田雅史 | 岩崎良明       | 岡本英樹          | 中矢雅樹 和田崇                   |
| 第3話  | 閃耀！小圓的青春     | 光れ! まどかの青春             | 植竹須美男 | 福田道生       | 大野和壽          | 竹上貴雄                          |
| 第4話  | 四重奏組成！初戰     | 四重奏結成! はじめての戦い     | 荒木憲一   | 井村守生       | 井村守生          | 井嶋けい子 山田吾郎               |
| 第5話  | 威脅！紅蝎子的挑戦   | 脅威! レッドスナッパーズの挑戦 | 關島真頼   | 伊藤尚住       | 笠井賢一          | 渡邊明夫                          |
| 第6話  | 再見未來             | さよなら未来                   | 關島真頼   | 福田道生       | 岡本英樹          | 和田崇                            |
| 第7話  | 不死蝶展翅           | 不死蝶起つ                     | 荒木憲一   | 御前崎海       | 井之川慎太郎      | 伊東克修 中矢雅樹                 |
| 第8話  | 如同與母親走失之孩子 | 時には母のない子のように       | 久保田雅史 | 河原ゆうじ     | 佐藤拓郎          | 森伸宏幸                          |
| 第9話  | 大迷宮               | 大迷宮                         | 植竹須美男 | 井村守生       | ながはまのりひこ  | 岩井優器                          |
| 第10話 | 我要高飛！           | たかく翔びたい!                | 關島真頼   | 岩崎良明       | 岡本英樹          | 和田崇                            |
| 第11話 | 宇宙大海戰           | 宇宙大海戦                     | 荒木憲一   | 金子秀一       | 金子秀一          | 森伸宏幸                          |
| 第12話 | 一別已後             | 別れのうどん                   | 久保田雅史 | 伊藤尚住       | 石原慎二郎        | 井上貴雄                          |
| 第13話 | 美麗的鬼             | 美しき鬼                       | 植竹須美男 | 福田道生       | 藤本ジ朗          | 外崎春雄 松島晃                   |
| 第14話 | 死後之戀             | 死後の恋                       | 關島真頼   | もりやまゆうじ | 井之川慎太郎      | 伊東克修 大澤正典                 |
| 第15話 | 睡新娘               | 眠れる花嫁                     | 久保田雅史 | 金子秀一       | 金子秀一          | 片山左京 渡邊明夫                 |
| 第16話 | 碧眼之轉學生         | 碧い瞳の転校生                 | 荒木憲一   | 御前崎海       | 岡本英樹          | 中矢雅樹 和田崇                   |
| 第17話 | 雙面之舞姬           | 双面の舞姫                     | 植竹須美男 | 伊東伸高       | 伊東伸高 岡本英樹 | 伊東伸高                          |
| 第18話 | 化妝舞會             | 仮面舞踏会                     | 關島真頼   | 福田道生       | 藤本ジ朗          | 森伸宏幸                          |
| 第19話 | 群雄割據             | 群雄割拠                       | 荒木憲一   | 井村守生       | えだよしひ        | 村上勉                            |
| 第20話 | 藍與紅               | 青と赤                         | 久保田雅史 | 伊藤尚住       | 井之川慎太郎      | 伊東克修 中矢雅樹                 |
| 第21話 | 紅色四姊妹           | 紅四姉妹                       | 植竹須美男 | 福田道生       | 岡本英樹          | 中矢雅樹 和田崇                   |
| 第22話 | 黒色天使             | 黒の天使                       | 久保田雅史 | 下司泰弘       | 笠井賢一          | 森伸宏幸                          |
| 第23話 | 殘像                 | 残像                           | 植竹須美男 | 福田道生       | 井之川慎太郎      | 片山左京 鉄羅紀明                 |
| 第24話 | 道別惑星             | さよならの惑星                 | 荒木憲一   | 金子秀一       | 金子秀一          | 中矢雅樹                          |
| 第25話 | 赤色殺機             | 赤い殺意                       | 關島真頼   | 新房昭之       | 岡本英樹          | 和田崇                            |
| 第26話 | 幪面之表白           | 仮面の告白                     | 關島真頼   | 下司泰弘       | 井之川慎太郎      | 鐵羅紀明 中矢雅樹 和田崇 渡邊明夫 |

### DVD
- 宇宙戰艦山本洋子 (それゆけ!宇宙戦艦ヤマモト・ヨーコ)
  - Mission:1 (第1-2話)    KIBA96  1999年9月22日發售
  - Mission:2 (第3-5話)    KIBA97  1999年10月22日發售
  - Mission:3 (第6-8話)    KIBA98  1999年11月26日發售
  - Mission:4 (第9-11話)   KIBA99  1999年12月23日發售
  - Mission:5 (第12-14話)  KIBA100 2000年1月28日發售
  - Mission:6 (第15-17話)  KIBA101 2000年2月25日發售
  - Mission:7 (第18-20話)  KIBA102 2000年3月24日發售
  - Mission:8 (第21-23話)  KIBA103 2000年4月26日發售
  - Mission:9 (第24-26話)  KIBA104 2000年5月24日發售

由日本King Records發行。
- 宇宙戰艦山本洋子(それゆけ!宇宙戦艦ヤマモト・ヨーコ)DVD-BOX
  - DVD[1] (TV第1-4話)
  - DVD[2] (TV第5-8話)
  - DVD[3] (TV第9-12話)
  - DVD[4] (TV第13-16話)
  - DVD[5] (TV第17-20話)
  - DVD[6] (TV第21-24話)
  - DVD[7] (TV第22-26話；OVA第1-2話)
  - DVD[8] (OVA第3話；OVAII第1-3話)

共八片光碟 KIBA91273　2005年12月7日發售
由日本King Records發行。

## 外部連結
- 庄司卓完全攻略本 （页面存档备份，存于）（原作者庄司卓のホームページ）
- それゆけ!宇宙戦艦ヤマモト・ヨーコ（OVA 第1期） （页面存档备份，存于） - ジェー・シー・スタッフ
- それゆけ!宇宙戦艦ヤマモト・ヨーコII（OVA 第2期） （页面存档备份，存于） - ジェー・シー・スタッフ
- それゆけ!宇宙戦艦ヤマモト・ヨーコ（TV） （页面存档备份，存于） - ジェー・シー・スタッフ